# Valeriu Lazarov
Valeriu Lazarov (n. 20 decembrie 1935, Bârlad, Tutova, România – d. 11 august 2009, Tres Cantos, Spania) a fost un producător român de televiziune, stabilit în Spania. A fost Director General și fost Consilier Delegat al canalului Telecinco (1985-1994). Numele său complet era Valeriu Lazarov Lessner.
Deși era evreu, Lazarov a fost admirat de refugiații din Mișcarea Legionară a lui Horia Sima. Cei de dreapta îl acuzau că ar fi fost comunist și de aceea a refuzat să fie Directorul General al Televiziunii Spaniole, iar cei de stânga îl numeau "facha" (fascist) pentru că dictatorul Francisco Franco a acceptat apariția sa la televiziune. Publicul spaniol nu-i înțelegea experimentele de la TV și îl poreclea "Mister Zoom".
Între 1953 și 1957 a studiat regia la Institutul de Arta Teatrală și Cinematografică din București (IATC). Totuși, principala lui profesie a fost nu de actor, ci de om de televiziune. Astfel, în 1966 a participat la Festivalul de Televiziune de la Monte Carlo, cu filmul "Omul și camera". În 1968 a înregistrat emisiuni la TVE, postul public de televiziune din Spania, la invitația directorului general al postului, Juan Jose Roson. Tot în 1968, Lazarov a avut primul succes la TVE, cu spectacolul muzical "El irreal Madrid", cu care a obținut Nimfa de Aur, la festivalul de la Monte Carlo.
Ulterior, Valeriu Lazarov s-a stabilit în Spania, fugind de regimul comunist român. A muncit peste 10 ani în domeniul televiziunii din Spania, iar în 1979, Lazarov a început colaborarea la televiziunea națională italiană, RAI, pentru a realiza o serie de programe - "Tilt". Imediat a început să lucreze pentru Silvio Berlusconi, la Canale 5, unde a ajuns director de producție, președintele Consiliului de administrație și director al centrului de producție Videotime. În 1989, Lazarov a revenit în Spania, unde a condus postul Tele 5, controlat de Silvio Berlusconi, până în 1994.
Valeriu Lazarov (sau Valerio, cum i se spunea în Spania) a fost și realizator al Televiziunii Spaniole în anii 1970.
În 1995, a înființat compania de producție Prime Time Communications. 
Valeriu Lazarov este cunoscut ca fiind omul care a revoluționat divertismentul românesc de televiziune, după anii '90. Astfel, în 2005, el a realizat "Genialii", iar în 2007, serialul "Chiquititas", ambele producții fiind difuzate și de televiziunile din România. 
Este cunoscut ca "părintele" celei mai longevive emisiuni, "Surprize, surprize" (difuzată timp de nouă ani la TVR), dar și al altor emisiuni de succes, precum "Din Dragoste", "Iartă-mă", "Sub alt chip", "Imprevizibilii", "Ploaia de stele", "Babilonia" etc.
S-a căsătorit cu Augusta Lazarov, în 2004, la Madrid, când Lazarov era deja tatăl a cinci copii.
Televiziunea de divertisment din România îi datorează emisiuni de mare audiență ca: Surprize, Suprize, Din dragoste sau Iartă-mă.
Au fost promovate vedete ca Andreea Marin, Mircea Radu sau Raluca Moianu.

## Varia
Recviemul în memoria lui Valeriu Lazarov a avut loc în Catedrala Sf. Iosif din București, în data de 18 septembrie 2009.